# Torvet (Stavanger)
 For alternative betydninger, se Torvet. (Se også artikler, som begynder med Torvet)
Torvet i Stavanger er en plads i det centrale Stavanger ved Vågen. Torvet har været en vigtig samlings- og markedsplads igennem hele Stavangers historie. Torvet er formet som en skrånende plads, som går ned mod Domkirken og Kongsgård til søtrappen og Vågen. Torvet har et areal på 24.000 m². 
På torvet står en statue af Alexander Kielland, som blev indviet d. 6. maj 1928. Statuen er fremstillet af Magnus Vigrestad. Nederst på torvet står "Sjøfartsmonumentet" af Arnold Haukeland. 

## Historie

### Forhistorisk tid og middelalder
Den ældste kulstof 14-datering af torvet efter menneskelig aktivitet er fra germansk jernalder (år 400-600). Dateringen er gjort på en hårdtpakket stenoverflade øverst på torvet. En anden prøve er dateret til 900-tallet, men kan også været fra 1000-tallet. Fra Torget 7 er der to dateringer, som kan være ældre end år 1100. Der har sandsynligvis været bebyggelse på torvet længe, inden Stavanger blev en by, men om der har ligget bygninger og bådhuse  vides ikke.  I 2006 blev der fundet noget, som kan være rester efter et hus. Der er også fundet stolpehuller, som er ældre end huset, og et stenlag som er ældre end hullerne. Stensætningen kan være et gadeforløb eller en gangsti.
Frem til 1000-tallet gik der en bugt til midt på torvet med en sandstrand. Der blev lavet sænkekasser af tømmer, og man fyldte området med sten og fik på den måde bygget en kaj. Der blev fundet sådanne kasser ved byggeriet af Ankerbygningen i 1957 og ved de arkæologiske udgravninger på torvet i 2005. De nedre dele af vore dages torv og kajområde har været fyldt op i flere omgange. 
I 1946 blev der fundet en stor fedtsten i Mortvedthuset midt i huset. Den var 70*60*40 cm og var i romansk stil. Den havde halvcirkelformet lysåbning uden fals til glasindlæg. I 1957 blev der fundet overdelen af et romansk vindue i fedtsten under Ankerbygget.
I perioden 2004-2006 blev der udført omfattende arkæologiske udgravninger på torvet, men materialet er foreløbig kun publiceret sporadisk i avisartikler.

### Frem til omkring 1850
Hvornår byen fik et torv vides ikke med sikkerhed, men der er indirekte bevis for et torv i 1567, da en skatteliste omtaler en torvekone ved navn Margrethe. Ved udgravningerne i 1955 blev der fundet brolægning, som kan stamme fra 1600-tallet. Det blev brolagt igen i 1833.
I 1600-tallet har Torvet fungeret som det sted, hvor man foretog offentlige afstraffelser som kagstrygning og gabestok. I 1650 købte byen to halsjern til brug på torvet.
Ulrik Fredrik Aagard fremstillede i 1728 en kortskitse, hvor torvet ses som et ganske lille område, der ikke er større end et eller to huses grundplan. Gaden Skagen gik som en sammenhængende gade med Nedre Strandgate, og Øvre Strandgate gik som en sammenhængende gade med Torvegata. Torvegata var en lille gade, som gik fra Torvet til Brattegata (inde i dagens Torgterrasse). Torvet lå mellem disse gader. Det gik videre en gade fra porten i Kongsgårder og ned til Gårdsbrygga (Torvbrygga) - Kongsgårdgaten. Torvet lå også i tilknytning til denne gade.
Trafikmæssigt lå torvet vanskeligt tilgængeligt for dem, som kom til byen fra land over Skolebekken (Klubbgata). Fra Domkirkepladsen gik der en stejl bakke ned til torvet – Brattegata, som nu er inde i storcentret Torgterrassen. Foran domkirken var der ikke vej, men derimod kirkegård.
Der var i alt tre torve i Stavanger; nutidens torv, Hestetorvet i Laugmannsgata og Timiantorvet i krydset mellem Øvre Holmegata og Kirkegata. Kun en lille del af handelen foregik på Torvet. Fiskere og bønder gik fra hus til hus for at sælge deres varer og ofte med aftale om, hvem der leverede til hvem og hvornår. 